# はしいくみ
はし いくみ（1978年 - ）は、日本の女優。東京都世田谷区出身。

## 略歴
1998年に法政大学経済学部経済学科に入学し、同大学の演劇サークル二劇に所属。多くの公演に出演、作演出の公演まで取り組んだ。在学中から活動の幅を広げるため、小劇場を中心にフリーの俳優として活動。
2005年、鐘下辰男のワークショップに参加したことで、演劇を続けることを決意。
2006年、27歳で扉座研究所に入所。タップダンスやボイストレーニングを本格的に学び、2007年に本公演に出演。2008年に卒業した後はナカゴー、桃園会、ブルドッキングヘッドロック等に客演。
2010年、ブルドッキングヘッドロックの劇団員となる。
2015年より、株式会社エコーズに所属。舞台では6歳男児から認知症の老婆まで演じる。
2021年5月31日、ブルドッキングヘッドロックを退団。
趣味は散策と料理。
一般社団法人映像コンテンツ権利処理機構においては不明権利者とされている。

## 出演

### ブルドッキングヘッドロック
- vol.18 女々しくてシリーズ『黒いインクの輝き』
- vol.20 『嫌な世界』
- vol.21 『毒と微笑み』
- vol.22 『スケベの話』セイなる夜編
- vol.23 『少し静かに』
- vol.24 『旅のしおり』

### その他の舞台
- KUUM17『風の子ピュー』（作・演出:飯田こうこ）
- ナカゴー『パイナップルの食べすぎ』（作・演出：鎌田順也）
- ナカゴー『ダッチプロセス』（作・演出：鎌田順也）
- KUUM17『のれ！ストレッチャー』（作・演出：飯田こうこ）
- 秘密結社ブランコ 一人芝居『治安』（作・演出：鎌田順也（ナカゴー））
- DEFROSTERS『トコトココントコトン 短いのいくつか』（作・演出：松本哲也）
- 秘密結社ブランコ『絶句』（作・演出：鎌田順也（ナカゴー）、飯田こうこ（KUUM17））
- 別冊「根本宗子」『根本宗子お祭り公演〜バー公演がバー を飛び出した！〜』（作・演出：根本宗子）
- 秘密結社ブランコ『独占！女の70分』
- 秘密結社ブランコ『独占！女の90分』